# Tratado China-Corea de 1882
El Tratado China-Corea de 1882 (中朝商民水陸貿易章程, 조청상민수륙무역장정) fue negociado entre representantes de la dinastía Qing y la dinastía Joseon en octubre de 1882. Este acuerdo ha sido descrito como las Reglas de Comunicación y Comercio Joseon-Qing; y se le ha llamado el Regulación sino-coreana para el Comercio Marítimo y Terrestre. El tratado permaneció vigente hasta 1895. Después de 1895, China perdió su influencia sobre Corea debido a la Primera guerra sino-japonesa.

## Antecedentes
En 1876, Corea estableció un tratado comercial con Japón después de que los barcos japoneses se acercaran a Ganghwado. Las negociaciones del tratado con varios países occidentales fueron posibles gracias a la finalización de esta obertura japonesa inicial.
En 1882, los estadounidenses concluyeron un tratado y establecieron relaciones diplomáticas, que sirvieron como plantilla para negociaciones posteriores con otras potencias occidentales.
Dos semanas después del Tratado Estados Unidos-Corea de 1882, una revuelta militar llamada Incidente de Imo ocurrió en Seúl. Los soldados ocuparon el Palacio de Changdeok, y el gobierno coreano solicitó ayuda militar de China. La revuelta fue reprimida por las tropas chinas. Después del incidente, la influencia china sobre Corea aumentó.

## Disposiciones del tratado
Los chinos y los coreanos negociaron y aprobaron un tratado de varios artículos con disposiciones que afectan las relaciones diplomáticas de Corea con las naciones occidentales.
Las normas de comunicación y comercio de Joseon-Qing buscaban mitigar los efectos del aumento de las relaciones diplomáticas y la expansión de las relaciones comerciales con las potencias occidentales. El acuerdo negociado causó consecuencias no deseadas.